# Сапожніков Олексій Юрійович
Олексі́й Ю́рійович Сапо́жніков (29 березня 1989, Здолбунів — 14 травня 2015) — солдат Збройних сил України, учасник російсько-української війни.

## Життєвий шлях
Проживав у Здолбунові — мікрорайон залізничників. Навчався в здолбунівській ЗОШ № 5, 2007 року закінчив Здолбунівське вище професійне училище залізничного транспорту.
У часі війни добровольцем пішов в листопаді 2014 року, снайпер 24-го окремого штурмового батальйону ЗСУ «Айдар».
8 травня 2015-го поблизу Новотошківського зазнав важкого осколкового поранення (втому числі грудей) під час атаки російських збройних формувань із застосуванням мінометів на 29-й блокпост (траса «Бахмутка»). Був прооперований у Лисичанську, по тому переведений до Харкова. 15 травня, не опритомнівши, помер від поранень у Харківському шпиталі.
16 травня з Олексієм прощались на київському Майдані Незалежності, того ж дня востаннє зустрічали у Здолбунові.
17 травня 2015 року похований у Здолбунові.
Без Олексія лишилися батьки Юрій і Світлана Сапожнікови, молодший брат, дружина, двоє дітей.

## Вшанування
- жовтнем 2015 року на будівлі Здолбунівської ЗОШ № 5 відкрито меморіальну дошку Олексію Сапожнікову.